# Järnvägsolyckan i Tyringe
Järnvägsolyckan i Tyringe inträffade den 12 februari 1942 i Tyringe i norra Skåne. Ett tåg sammanstötte med ett annat vid ingång till stationen. Fem personer omkom och 15 skadades. Olyckan orsakades av en felaktigt lagd växel och att tåget fördes förbi felaktig signalbild i infartssignalen.